# 燕侯憲
燕侯憲姬憲，諡號不詳，據學者考證，他為姬舞的兒子，為燕國第四任君主，也有學者認為他是召伯。到底是燕侯還是召伯還有待商榷。